# Cache (Oklahoma)
Cache é uma cidade localizada no estado norte-americano de Oklahoma, no Condado de Comanche.

## Demografia
Segundo o censo norte-americano de 2000, a sua população era de 2371 habitantes. 
Em 2006, foi estimada uma população de 2366, um decréscimo de 5 (-0.2%).

## Geografia
De acordo com o United States Census Bureau tem uma área de 
8,8 km², dos quais 8,8 km² cobertos por terra e 0,0 km² cobertos por água.

## Localidades na vizinhança
O diagrama seguinte representa as localidades num raio de 24 km ao redor de Cache. 